# 가오멍단

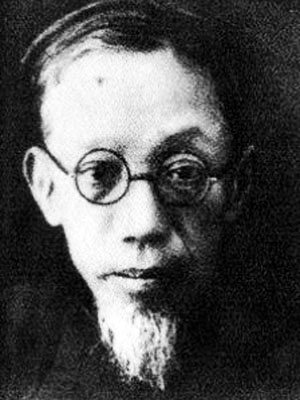

가오멍단(고몽단, 高梦旦, 1870년 ~ 1936년)은 중국의 교육자이다.